# Мільвіно
Мільвіно (пол. Milwino) — село в Польщі, у гміні Люзіно Вейгеровського повіту Поморського воєводства.
Населення — 474 особи (2011).
У 1975-1998 роках село належало до Гданського воєводства.

## Демографія
Демографічна структура станом на 31 березня 2011 року:
|          | Загалом | Допрацездатний вік | Працездатний вік | Постпрацездатний вік |
| -------- | ------- | ------------------ | ---------------- | -------------------- |
| Чоловіки | 256     | 72                 | 166              | 18                   |
| Жінки    | 218     | 57                 | 129              | 32                   |
| Разом    | 474     | 129                | 295              | 50                   |